# Alžírsko na Letních olympijských hrách 2000
Alžírsko se účastnilo Letní olympiády 2000. Zastupovalo ho 47 sportovců (37 mužů a 10 žen) v 10 sportech.

## Medailisté
| Medaile | Jméno               | Sport    | Soutěž              |
| ------- | ------------------- | -------- | ------------------- |
| Zlato   | Nouria Mérah-Benida | Atletika | Ženy běh na 1500 m  |
| Stříbro | Ali Saïdi-Sief      | Atletika | Muži běh na 5000 m  |
| Bronz   | Abderrahmane Hammad | Atletika | Muži skok vysoký    |
| Bronz   | Djabir Said-Guerni  | Atletika | Muži běh na 800 m   |
| Bronz   | Mohamed Allalou     | Box      | muži Velterová váha |